# سيدي خويلد
سيدي خويلد بلدية تابعة دائرة سيدي خويلد ولاية ورقلة تقع بين ورقلة وبن ناصر يقطنها حوالي 12000 نسمة